# タークス・カイコス諸島の旗
西インド諸島の北にあるイギリスの海外領土タークス・カイコス諸島の旗は、1968年11月7日に制定された。イギリス政府の旗ブルー・エンサインを基にしており、左上にはユニオンジャックが配され、右の青地の中央にはタークス・カイコス諸島の紋章のうち盾の部分が描かれている。黄色い盾の中には、左上から時計まわりに、コンク貝（conch shell）、ロブスター、サボテンの三つがある。
商船旗には、レッド・エンサイン（イギリス商船旗）の中に同じ盾を配したものが使われる。

タークス・カイコス諸島の商船旗
タークス・カイコス諸島の総督旗